# Joseph Destrée
Joseph Destrée (Dinant, 3 augustus 1853 – Etterbeek, 26 maart 1932)  was een kunsthistoricus en museumconservator.

## Biografie

### Opleiding
Destrée voltooide zijn middelbare studies aan het Collège de Bellevue in zijn geboortestad Dinant en ging daarna rechten studeren aan de Facultés universitaires Notre-Dame de la Paix in Namen. Daarna deed hij rechtenstudies aan de Katholieke Universiteit Leuven.  Zijn academische carrière werd een tijd onderbroken door familiale problemen en ook doordat hij de functie van redacteur bij het Ministerie van Spoorwegen opnam.  Na enkele jaren hervatte hij zijn studies in Leuven, maar koos voor letteren en filosofie in plaats van rechten. Op aanraden van een van zijn proffen, kanunnik Edmond Reusens (1831-1903) volgde hij een seminarie in de archeologie aan de Universiteit van Bonn.

### Carrière
In 1886 werd hij benoemd als adjunct-conservator van de Koninklijke Musea voor Kunst en Geschiedenis aan de Hallepoort. Hij werkte mee aan de overdracht van een belangrijk deel van de collectie aan het Jubelparkmuseum in 1889, en werd daarna benoemd tot conservator van dat laatste. Hij bleef die functie aanhouden tot aan zijn pensionering in 1920.
Op 7 april 1887 legde Destrée, met Armand de Behault de Dornon, Paul Saintenoy, Émile de Munck en Alfred de Loë, de basis van wat in de daaropvolgende weken de Société archéologique de Bruxelles zou worden. Destrée werd vice-voorzitter net voor de Eerste Wereldoorlog, van 1913-1914 en voorzitter van 1919 tot 1920. In 1921 gaf de vereniging hem de titel van ere-adviseur. Destrée was lid van de Académie Royale d'Archéologie d'Anvers, van de Société nationale des Antiquaires de France en corresponderend lid van de Commission royale des Monuments.

## Werk
Destrée publiceerde tal van artikels in het Bulletin des Musées royaux en was voornamelijk geïnteresseerd in miniatuurkunst en edelsmeedkunst maar hij was ook geïnteresseerd in sculpturen in hout, ivoorsnijwerk en tapijtkunst. Zijn eerste werk: Étude sur la sculpture brabançonne au moyen-âge werd uitgegeven in 1894. Het jaar daarop publiceerde hij zijn eerste studie over de Henessy-getijden, een getijdenboek dat hij toeschreef aan Simon Bening en zijn atelier. Hij gaf in 1923 een nieuwe editie van dit werk uit met de miniaturen in facsimile, de eerste uitgave van L'Oeuvre nationale pour la reproduction de manuscrits à miniatures de Belgique, opgericht om facsimile’s van handschriften in uit te geven om zo de studie van manuscripten te vergemakkelijken en de originelen te beschermen. Hij was betrokken bij de tentoonstelling over edelsmeedwerk gekend als Dinanderies in 1903 in Dinant, die de productie van kunstvoorwerpen uit messing, koper en brons in de Maas-regio in de middeleeuwen documenteerde. Hij had bijzondere interesse in de keurmerken en de stempels die bij het metaalwerk gebruikt werden wat hem toeliet een aantal stukken toe te wijzen. In 1914 publiceerde hij een belangrijke monografie over Hugo van der Goes.

## Publicaties
- Étude sur la sculpture brabançonne au moyen-âge. Brussel: Lyon-Claessen, 1894
- Les Heures de Notre Dame dites de Hennessy, étude sur un manuscrit de la Bibliothèque Royale de Belgique, Brussel: Lyon-Claesen, 1885.
- Le psautier de Guy de Dampierre (XIIIe siècle) [ms. 10607], Gent: Drukkerij Eug. Vanderhaeghen, 1891.
- Étude sur La Sculpture Brabançonne au Moyen Âge, Brussel: E. Lyon-Claesen 1894.
- Musées royaux des arts décoratifs et industriels, parc du Cinquantenaire. Anciennes industries d'art. Guide du visiteur, Brussel: imprimerie Van Assche et Cie, 1897.
- L'orfevrerie sur les bords de la Meuse. La dinanderie. L'argenterie de table. La ferronnerie : (Notices extraites du Catalogue de l'Art ancien au Pauys de Liége - 1905), Liège: Bénard, 1905.
- Les dinanderies aux expositions de Dinant et de Middelbourg. Brussels: Van Oest, 1905
- Tapisseries et sculptures bruxelloises à l'Exposition d'art ancien bruxellois organisée à Bruxelles au Cercle artistique et littéraire de juillet à octobre 1905, met Van den Ven, Paul, Brussel: G. van Oest & cie, 1906
- Tapisseries des Musées Royaux du Cinquantenaire à Bruxelles, Brussel: Vromant, 1910.
- Tapisseries de l'époque de Charles VI (1380-1422) : deux idylles, Brussel: Vromant, 1912.
- Hugo van der Goes, Brussel, Librairie d'art et d'histoire, G. Van Oest, 1914.
- Un livre d'heures peint par Simon Marmion, Brussel: L'Imprimerie, 1919.
- Les Heures de Notre Dame dites de Hennessy, étude sur un manuscrit de la Bibliothèque Royale de Belgique, Brussel: Œuvre Nationale pour la reproduction de manuscrits à miniatures de Belgique, 1923.
- Les Heures dites da Costa : manuscrit de l'École ganto-brugeoise, premier tiers du XVIe siècle, met Bautier, Pierre, Brussel: Imprimerie Veuve Monnom, 1924.
- Van der Goes, Brussel, L.J. Kryn, reeks "Groote Meesters", 1926, 114 p. (in het Nederlands).